# Julien Bargeton
Julien Bargeton (nascido em 29 de março de 1973) é um político francês que é membro do Senado da França em representação de Paris.